# بيلي مارتن (لاعب كرة قدم أمريكية)
بيلي مارتن (بالإنجليزية: Billy Martin)‏ هو لاعب كرة قدم أمريكية أمريكي، ولد في 27 أكتوبر 1942 في غينسفيل في الولايات المتحدة، وتوفي في 14 مارس 2018.

## وصلات خارجية
- بيلي مارتن على موقع مرجع كرة القدم المحترفة.كوم (الإنجليزية)
- بيلي مارتن على موقع قاعة جورجيا للمشاهير الرياضية (مؤرشف) (الإنجليزية)